# Kevin Stott
Pour les articles homonymes, voir Stott.
Kevin Stott est un arbitre américain de football né le 9 juillet 1967 aux États-Unis.

## Carrière d'arbitre
Kevin Stott a été arbitre FIFA à partir de 1995. En 1999, il ne fait plus partie des arbitres officiels de la FIFA.
Il a officié en tant qu'arbitre pendant les tournois suivants :
- Phase qualificative de la coupe du monde de football 2006
- Gold Cup 2003 et 2005

Il n'a pas officié pendant la Coupe du monde de football 2006 mais y a tout de même participé en tant qu'arbitre remplaçant au sein d'un groupe dit « de soutien et de développement » pour éventuellement pouvoir suppléer un arbitre titulaire en cas de blessure ou maladie par exemple.